# LÉ Ciara (P42)
Le Ciara ou LÉ Ciara (P42), ex-HMS Swift (P243) de la Royal Navy, est un patrouilleur de type corvette de la Marine irlandaise (Irish Naval Service). Il a comme sister-ship le LÉ Orla (P41), ex-HMS Swift (P243).
Il fait partie de la classe Peacock avec trois autres unités de la Marine philippine : 
- BRP Emilio Jacinto (PS-35), (ex-HMS Peacok (P239),
- BRP Apolinario Mabini (PS-36), ex-HMS Plover (P240),
- BRP Artemio Ricarte (PS-37), ex-HMS Starling (P241).

## Histoire
Il est construit en 1984 sous le nom de HMS Swallow (P242) pour la Royal Navy au chantier Hall, Russel and Co d'Aberdeen en Écosse.
Il sert d'abord à l'ancienne base HMS Tamar à Hong Kong, au sein du 6e escadron de patrouille, avant de rejoindre la Marine irlandaise en 1988.

## Origine du nom
Son nom est celui d'un saint de Tipperary né vers l'an 611. Les armoiries du navire sont trois calices d'or représentant les trois diocèses de cette ville sur les couleurs de celle-ci, bleu et jaune.